# Little Gum
Little Gum è un personaggio dei Fumetti Disney, molto presente nelle storie degli anni novanta pubblicate in Italia, inventato e disegnato da Giulio Chierchini.
La prima storia in cui compare è Paperinik e l'incredibile Little Gum, pubblicata in Topolino n. 1707 dell'agosto 1988. Caratteristica peculiare della storia sono i colori utilizzati da Chierchini, una tecnica detta "tavole dipinte", molto diversa dall'usuale stile di colorazione dei fumetti Disney.
All'inizio il piccolo papero alieno si rivela un nemico del supereroe paperopolese, poiché depreda i distributori di gomma da masticare, riuscendo ogni volta a dileguarsi. Ma quando Paperinik viene intrappolato dalla Banda Bassotti, Little Gum non esita a correre in suo aiuto, liberando il supereroe e catturando la Banda Bassotti.
Il personaggio ha la particolarità di usare la lettera "k" al posto principalmente delle lettere "ch" ma spesso anche delle semplici "c": per fare un esempio, nelle vignette, quando pronuncia la parola "che", viene scritta "ke".

## Provenienza
Little Gum proviene da un pianeta esterno al sistema solare, chiamato nella maggior parte delle storie Pianeta Gum.
Il personaggio torna al suo pianeta (con i Bassotti clandestini a bordo) in una sola storia (Zio Paperone e il deposito gommoso, Topolino n. 1997 del 1994), colto da un attacco di nostalgia. Tuttavia presto si accorge d'essere fuori posto, non più abituato alle noiose usanze del luogo, e decide di tornare sulla terra prima del previsto.

## Poteri
Il cibo principale di questo particolare personaggio è il chewing-gum, preferibilmente di marca PdP. Non solo lo mangia, ma masticandolo ne muta la composizione molecolare (è Archimede Pitagorico a scoprirlo proprio nella prima storia), trasformandolo in qualsiasi cosa egli desideri (quasi sempre oggetti di colore rosa, come la gomma che fa da materia prima).
L'uso più comune che Little Gum fa di questo superpotere consiste nel creare una grande bolla su cui poi si siede e che rimbalzando funge da mezzo di trasporto. Per i suoi amici crea altri tipi di mezzi di trasporto in gomma, da un'automobile ad un tappeto volante, ma affinché questi oggetti siano resistenti è necessario che il chewing-gum utilizzato sia di altissima qualità, con effetti disastrosi in caso contrario.
Può inoltre creare oggetti di varie forme (ad esempio un simulacro di se stesso) che esplodono con il contatto e intrappolano gli avversari. Questa abilità gli è specialmente utile quando viene inviato ad aiutare Topolino e Pippo alle prese con un'invasione di fantasmi a Topolinia.

## Storie
La lista include solamente le storie in cui appare il personaggio e non le semplici copertine.
| Nr. | Storia                                                | Volume        |
| --- | ----------------------------------------------------- | ------------- |
| 1   | Paperinik e l'incredibile Little Gum                  | Topolino 1707 |
| 2   | Little Gum e la scultura... pneumatica                | Topolino 1730 |
| 3   | Little Gum e la 313 volante                           | Topolino 1739 |
| 4   | Paperino e la primula di gomma                        | Topolino 1741 |
| 5   | Paperino e la zoo-moda                                | Topolino 1744 |
| 6   | Paperino e l'albero particolare                       | Topolino 1746 |
| 7   | Little Gum e il porcino porcello                      | Topolino 1753 |
| 8   | Paperino, Little Gum e... il trofeo "laghetto felice" | Topolino 1756 |
| 9   | Zio Paperone e l'autogomma in serie                   | Topolino 1761 |
| 10  | Little Gum e la cassaforte del... pettegolezzo        | Topolino 1769 |
| 11  | Little Gum e il piknik                                | Topolino 1788 |
| 12  | Little Gum e il mega-agente                           | Topolino 1790 |
| 13  | Zio Paperone e l'asteroide El Dorado                  | Topolino 1795 |
| 14  | Paperino e l'imprevisto fortunato                     | Topolino 1810 |
| 15  | Paperino e il dilemma sul tappeto volante             | Topolino 1819 |
| 16  | Topolino e Little Gum fantasmi a bizzeffe             | Topolino 1836 |
| 17  | Paperino e il trofeo... pneumatico                    | Topolino 1890 |
| 18  | Paperino e il ritorno a El Dorado                     | Topolino 1891 |
| 19  | 60 anni insieme con Topolino                          | Topolino 1984 |
| 20  | Zio Paperone e il deposito gommoso                    | Topolino 1997 |
| 21  | Small Favors                                          | Jumbobog 387  |